# Tephrodornis pondicerianus
El ceniciento chico (Tephrodornis pondicerianus) es una especie de ave paseriforme de la familia Vangidae natural de la región indomalaya. Antiguamente fue ubicado en las familias Campephagidae y Prionopidae. Es un ave pequeña de color pardo grisáceo con anchas listas postoculares oscuras y listas superciliares blancas. Habita en Asia principalmente en zonas de bosque poco denso y zonas arbustivas. La forma que habita en Sri Lanka era considerada una subespecie pero en la actualidad se la considera una especie separada Tephrodornis affinis.

## Descripción

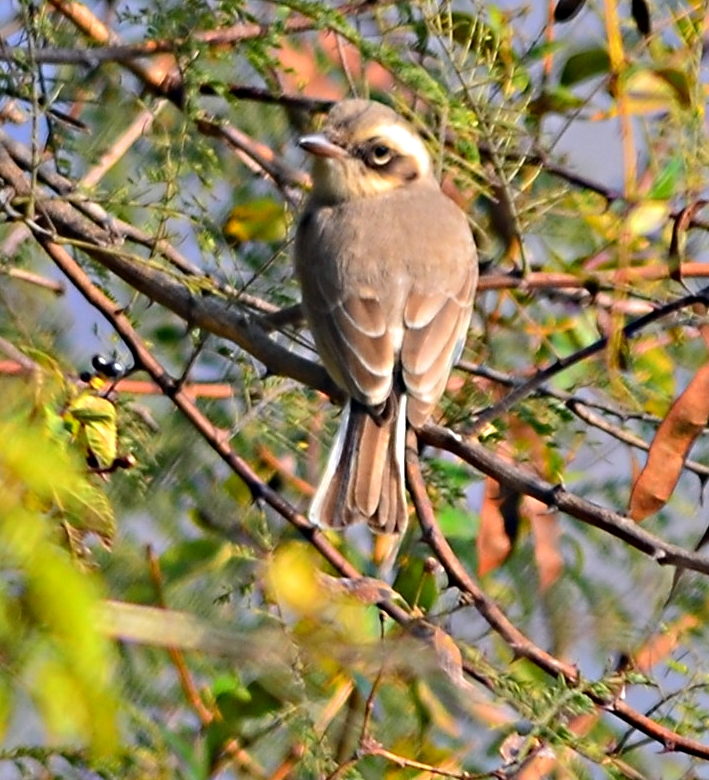
Ceniciento chico, Punjab, India.

El ceniciento chico es de un tonos pardos grisácesos, posee una cabeza grande con un fuerte pico en forma de gancho. Tienen anchas listas postoculares oscuras y listas superciliares blancas, y las plumas externas de la cola son blancas contrastanado con la cola que es negra. La especie de Sri Lanka es similar aunque sus zonas inferiores son más oscuras, y el cachete oscuro es bordeado en su zona inferior por una franja a modo de mostacho y su grupa es blanca.

## Comportamiento y ecología
Por lo general se los observa en parejas, poseen un fuerte canto tipo silbido formado por varias notas. La llamada común es un weet-weet seguido de una serie de rápidos whi-whi-whi-whee?. Se alimentan de insectos y frutos del bosque principalmente posándose sobre la vegetación aunque a veces descienden al suelo. Tienen la costumbre de acomodarse las alas, elevándolas sobre la cola luego de haberse posado en una rama. Anidan en verano antes de la temporada de lluvias, construyen un nido en forma de cuenco en una rama de un árbol. El nido lo construyen con fibras y corteza sostenidas por telas de arañas y recubiertos de trocitos de corteza y líquenes. Su interior se encuentra recubierto  por fibras vegetales sedosas. La puesta por lo general se compone de tres huevos. Ambos miembros de la pareja incuban. Únicamente la hembra alimenta los jóvenes con insectos y frutos. En algunos años llegan a criar dos camadas.